# イワシャコ
イワシャコ（岩鷓鴣、学名：Alectoris chukar）は、キジ目キジ科に分類される鳥類。ハイイロイワシャコ、ノドグロイワシャコ、オオイワシャコとは近縁で上種群を形成すると考えられており、かつてはこれら全てが単一の種と見なされていた。くっきりした白黒の縞が脇にあり、黒い帯が額から目、首、胸にかけて白い喉を縁取る。世界各地に移入されており、北アメリカの一部とニュージーランドでは外来種として帰化している。

## 形態
イワシャコは体長32–35 cmの丸々とした鳥で、薄茶色の背、灰色の胸、薄黄色の腹を持つ。体色は個体群によって差がある。顔は白く黒い喉輪がある。脇には赤茶色が混じり、赤い脚と赤珊瑚色の嘴を持つ。雌はやや小さく、けづめが無いことをのぞけば性差は乏しい。尾羽は14枚で、第三初列風切が最も長く、第一初列風切は第五および第六初列風切りと長さが揃っている。ハイイロイワシャコとはよく似ており、かつては同種とされていたが、本種の方が背の茶色みが強く、前頸が黄色みを帯びている。本種は明瞭な黒い喉輪を持つのに対し、アカアシイワシャコは喉輪が胸のあたりで黒い縞に変わることで区別できる。イワシャコの鳴き声は、英語ではうるさい「チャック・チャック・チャカー・チャカー」と聞きなされ、これがそのまま英名となっている。バーバリイワシャコ（Alectoris barbara）は黒ではなく赤褐色の首輪、灰色の喉、栗色の頭頂を持つ。

## 分布
ユーラシア大陸高地。イスラエルからトルコ、アフガニスタン、インド、ヒマラヤ山脈西部からネパールにかけて分布。南東ヨーロッパに入ると本種の代わりにアカアシイワシャコが見られるようになる。シナイ半島をのぞけばアフリカにはほとんど生息しない。草原やまばらな灌木、畑などのある開けた岩がちの丘陵地帯を好む。イスラエルとヨルダンでは海抜400m以下の死海付近など低地でも見られるが、より東では、本種が海抜600mでも見られるパキスタンをのぞけば主に海抜2000mから4000mの高地に生息する。湿度や降雨量の高い地域には見られない。
狩猟鳥として世界各地に移入されており、アメリカ合衆国のロッキー山脈、グレートベースン、カリフォルニア州のモハーヴェ砂漠、ハワイ州、カナダ、ニュージーランドに帰化している。アメリカ合衆国に初期に移入された個体は、アフガニスタンとネパールの個体群から採集された。オーストラリアのニューサウスウェールズ州にも移入されたが、繁殖は長続きせず、個体群は死滅したらしい。南アフリカ共和国のロベン島には1964年に移入され、小さな個体群が生息している。

## 体系学と分類学

イワシャコ（緑）と近縁種の分布

イワシャコは赤い脚を持つ数種のまぎらわしいイワシャコのうちのひとつである。同種の中でもいくつかの羽毛の色の変異が見られ、亜種として扱われている。かつては本種はハイイロイワシャコに含まれていたが、トルコから東に分布する本種がギリシャ、ブルガリアと西ヨーロッパに分布するハイイロイワシャコから分離された。
イワシャコは14の亜種に分けられる。
- A. c. chukar (JE Gray, 1830) – 基亜種。 アフガニスタン東部からネパール東部にかけて分布
- A. c. cypriotes (Hartert, 1917) – シマイワシャコ、英名Island Chukar。ブルガリア南東部からシリア南部、クレタ島、ロドス島、キプロスに分布
- A. c. dzungarica (Sushkin, 1927) – モンゴル国北西部からロシアのアルタイ山脈南西部、チベット東部に分布
- A. c. falki (Hartert, 1917) – アフガニスタン北部中央から中華人民共和国西部のパミール山脈に分布
- A. c. kleini (Hartert, 1925)
- A. c. koroviakovi (Zarudny, 1914) – ペルシャイワシャコ、英名Persian Chukar。イラン東部からパキスタンに分布
- A. c. kurdestanica (Meinertzhagen, 1923) – クルディスタンイワシャコ、英名Kurdestan Chukar。カフカース山脈からイランに分布
- A. c. pallescens (Hume, 1873) – キタイワシャコ、英名Northern Chukar。アフガニスタン北東部からチベット西部のラダックに分布
- A. c. pallida (Hume, 1873) – 中国北西部に分布
- A. c. potanini (Sushkin, 1927) – モンゴル西部に分布
- A. c. pubescens (Swinhoe, 1871) – 内モンゴル自治区から四川省北西部、青海省東部に分布
- A. c. sinaica (Bonaparte, 1858) – シリア砂漠北部からシナイ半島に分布
- A. c. subpallida (Zarudny, 1914) – タジキスタン（キジルクム砂漠とカラクム砂漠）に分布
- A. c. werae (Zarudny and Loudon, 1904) – イランイワシャコ、英名Iranian Chukar。イラク東部からイラン南西部に分布

## 保全の状態
イワシャコの個体群は狩猟や生息地の喪失にあまり影響を受けていない。個体群の増減は、繁殖期の気象に強く影響される。飼育されているイワシャコが南ヨーロッパで放鳥されており、在来種のハイイロイワシャコやアカアシイワシャコと交雑することがあれば在来種の個体群にとって脅威となるかもしれない。

## 行動と生態

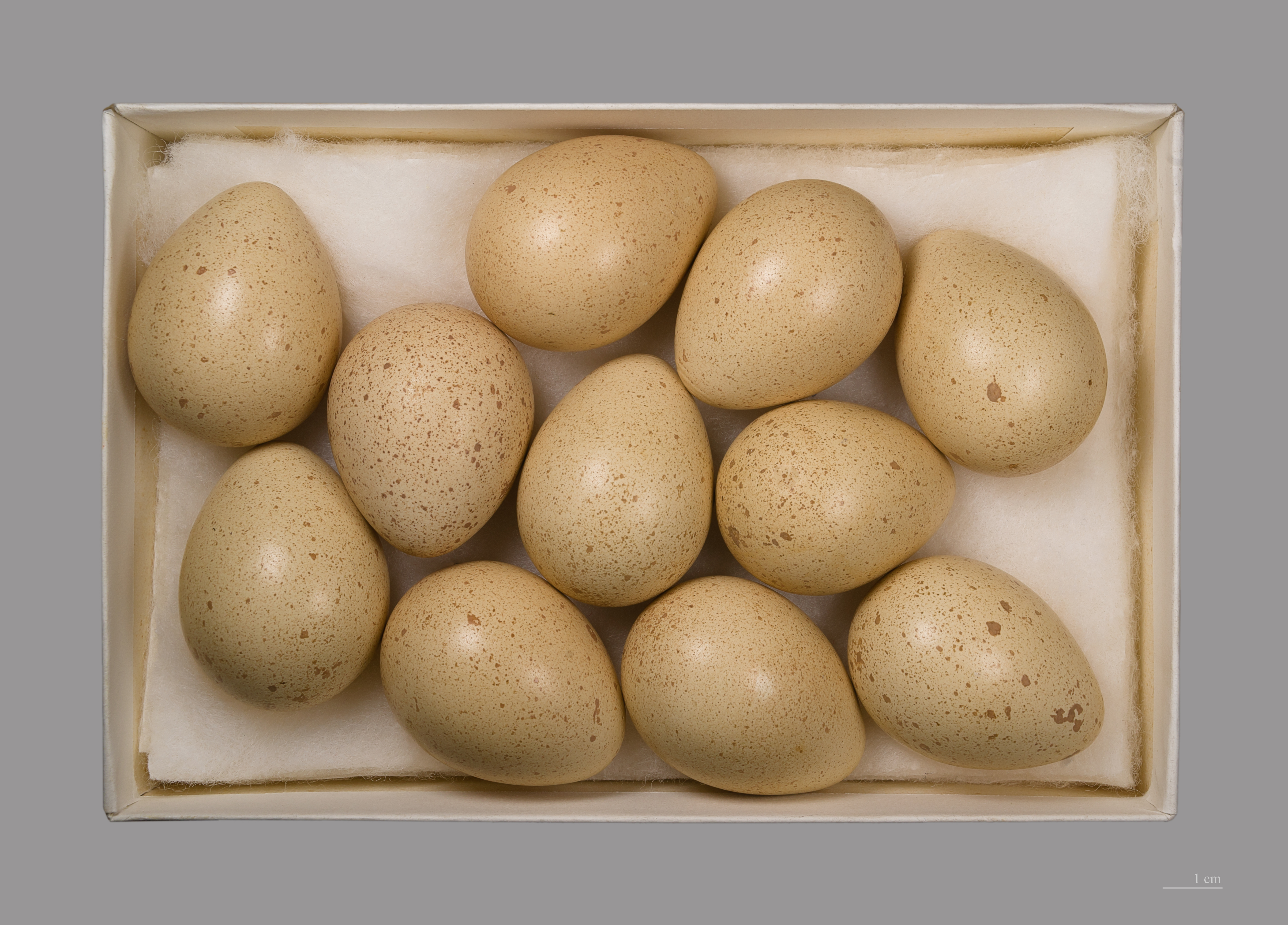
Alectoris chukar falkiの卵

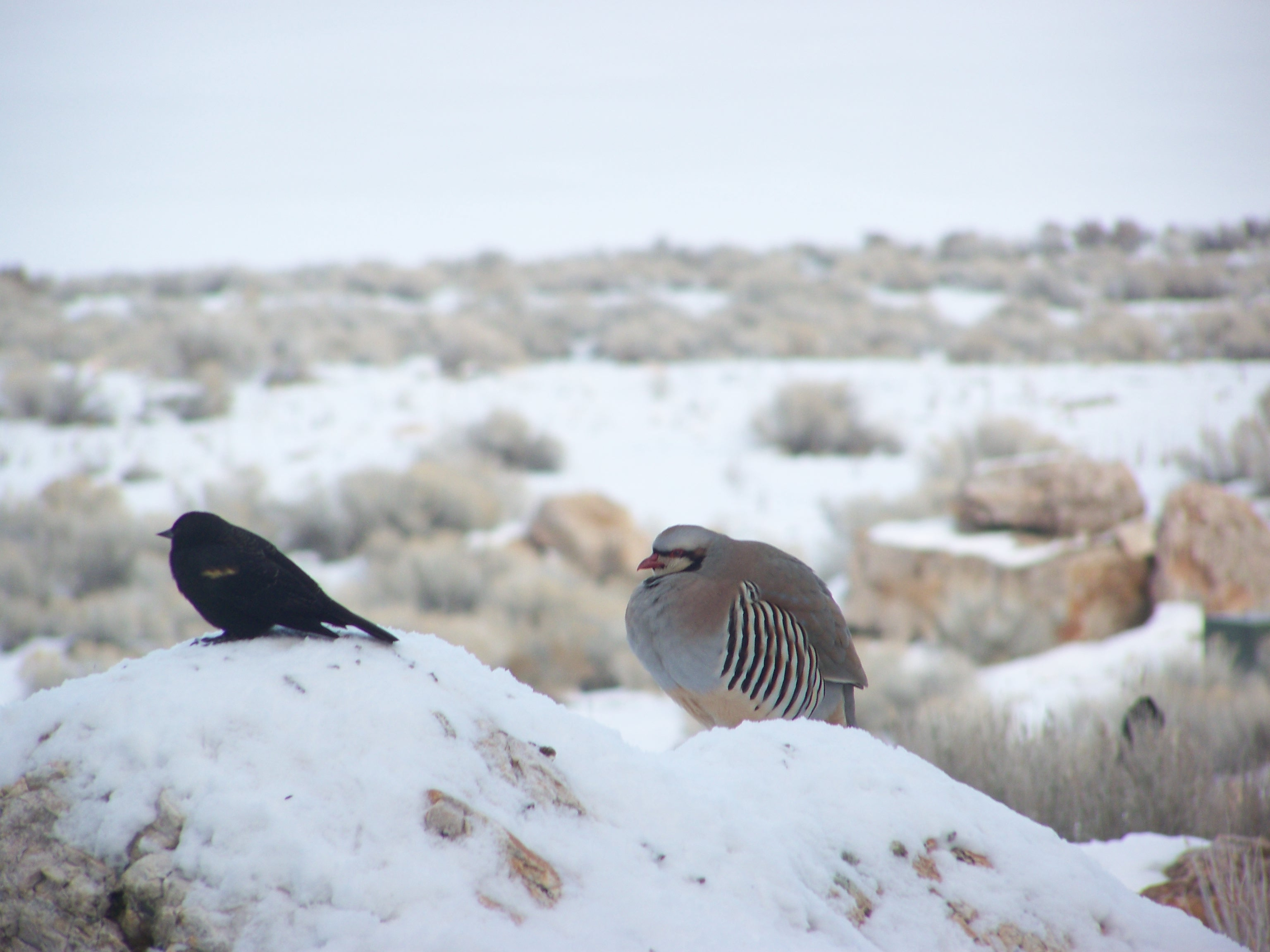
冬のイワシャコ。ユタ州アンテロープアイランド州立公園にて

繁殖期以外では、イワシャコは10〜50羽ほどの小さな群れを作る。夏期にはつがいを形成して繁殖し、雄はとても攻撃的になり、よくさえずり、戦うようになる。冬期には谷に移動し畑で餌を探す。日中、特に朝方と夕方にはよく鳴く。鳴き声は大きく、「チャック」という音を何度も繰り返し、ときには二羽が「チャカー」という音を歌い合う。意味の異なる鳴き声が数種あることがわかっている。最もよく観察されるのが「ラリーコール」という行動で、録音した鳴き声を再生するとイワシャコがこれに応答して鳴くというものだが、この方法はいつも成功するとは限らない。驚かすと飛ぶよりも走って逃げることを好むが、必要に迫られれば丸っこい翼で短い距離を飛び、飛び立つとすぐ鳴き声を発し、斜面の高い所から低い所に向かって飛ぶことが多い。アメリカ合衆国ユタ州では2.6 km2の範囲で餌を探し、乾期には水を求めて4.8 kmも移動する。アイダホ州では縄張りはもっと小さい。
繁殖期は夏で、雄が餌をつつくと雌がやってきて応答として餌をつつくという求愛給餌の一種、ティッドビットディスプレイを行う。雄は頭と翼を下げ、首の羽毛を立てて雌の後を追い、求愛の鳴き声を発しながら脚をつっぱって高いステップを踏みながら歩くことがある。雌はしゃがんで雄の求愛を受け入れ、雄は雌の上に乗って首の後ろを嘴でつかみながら交尾する。配偶システムは一夫一婦制である。巣は地面を片付けてわずかに草などを敷いただけだが、時には中央にくぼみのあるこぢんまりした巣を作ることがある。通常はシダや灌木で隠れたところや岩がちな斜面に張り出した岩の陰に巣を作る。一度に産む卵の数は7個から14個である。卵は23〜25日で孵化する。飼育下では、繁殖期に毎日採卵すると毎日一個産卵する。雛は両親と餌を探すようになり、すぐに群れの中の他の雛と行動する。
イワシャコは多様な種子といくらかの昆虫を食べる。砂嚢で餌をすりつぶすために砂も食べる。カシミールでは、食べた物の中ではスズメガヤ属の一種の種子が群を抜いていたが、アメリカ合衆国ではウマノチャヒキ（Bromus tectorum）の種子が好まれる。イワシャコは多肉植物を食べて水分を取るが、夏期には水場を訪れる。
イワシャコは岩の多い斜面や灌木の陰で休む。冬期には、アメリカ合衆国では風が遮られるくぼみや洞窟を好む。外敵を警戒し、効率よく体を保温できるようにイワシャコの群れが頭を外に向けて輪になって固まって休むこともある。
イワシャコはときどきイヌワシに捕食されることが知られている。
飼育下ではマイコプラズマの感染や丹毒などにより死亡することがある。

## 人間との関わり
イラク、パキスタンの国鳥で、狩猟鳥である。パンジャーブでは激しい恋情、そしてしばしば報われない恋の象徴とされる。イワシャコは月に恋するあまりいつも月を見上げているのだと考えられていた。繁殖期には雄が攻撃的になるため、闘鳥の対象とする地域がある。
インドの植民地に住んでいたイギリス人の狩猟家はスポーツハンティングの対象としてイワシャコを好んだが、食肉としては特に美味だとは考えなかった。イワシャコは素早く飛び立つ習性があり、撃たれてからもいくらか飛べるため、レトリーバー犬を使わずに撃った鳥を回収するのは難しかった。
高地が雪で覆われる寒い冬には、カシミールの人々はイワシャコを疲れさせて捕らえる方法を用いて狩りをした。
アイダホフォールズのメラルーカ野球場を本拠地とするアイダホフォールズ・チャカーズはパイオニアリーグに加盟しているカンザスシティ・ロイヤルズ傘下のマイナーリーグ野球チームである。